# Warluzel
Warluzel ist eine französische Gemeinde mit 215 Einwohnern (Stand 1. Januar 2022) im Arrondissement Arras des Départements Pas-de-Calais. Sie liegt im Kanton Avesnes-le-Comte und ist Mitglied des Kommunalverbandes Campagnes de l’Artois.
| Sus-Saint-Léger | Grand-Rullecourt |         |
| Humbercourt     | Kompass          | Sombrin |
|                 | Coullemont       |         |

## Sehenswürdigkeiten

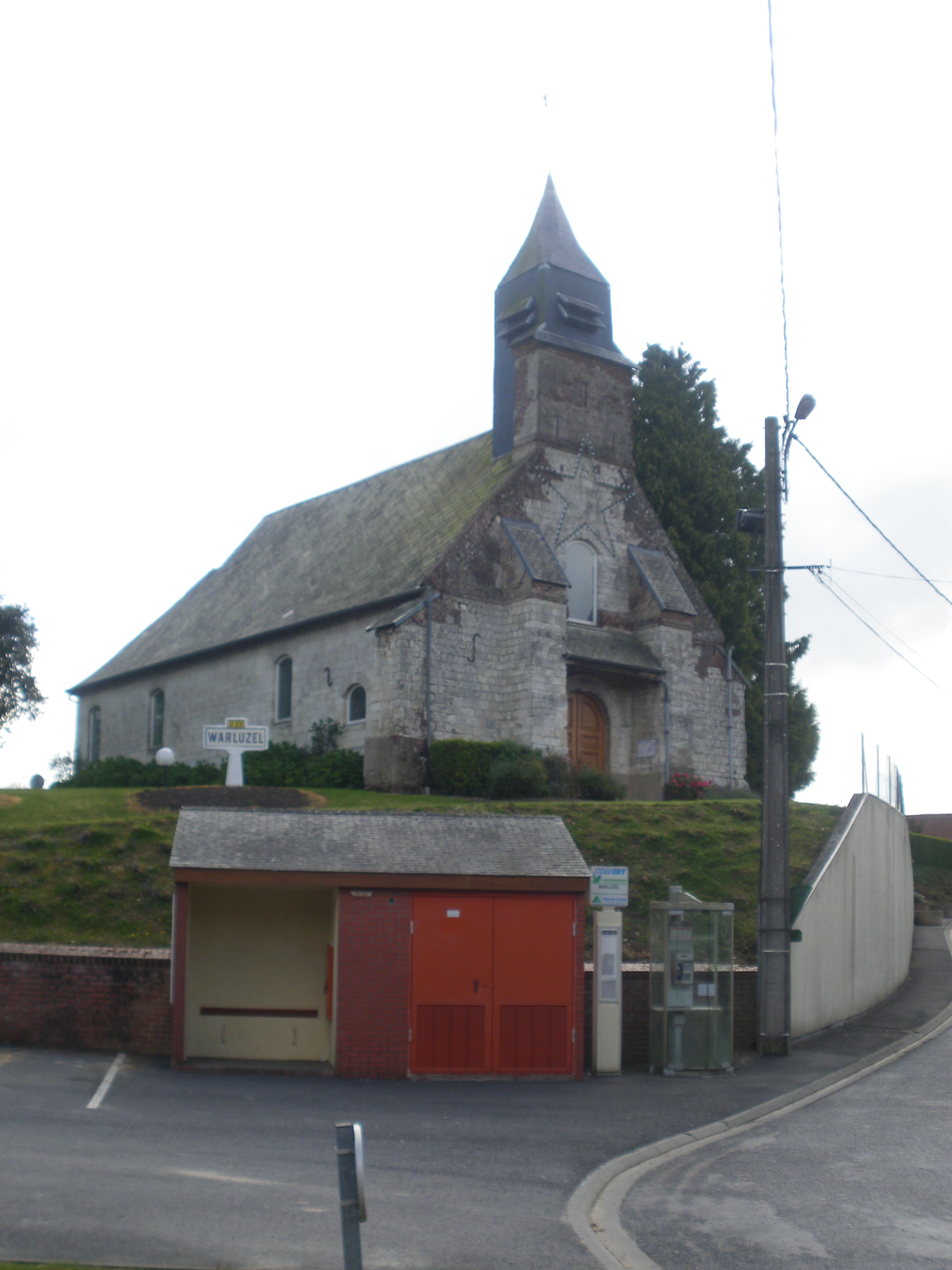
Kirche Sainte-Marie-Madeleine